# 河田宏
河田 宏（かわた ひろし、1931年 -）は日本の歴史家、 評論家。 

## 年表
- 1931（昭和6年）東京生まれ。早稲田大学文学部社会学科中退。

在野で日本近現代史、軍事史を中心に著述活動。朝鮮・韓国史・満州史と日本の近現代の関係史についても現地取材と研究を続けている。

## 著作

### 単著
- 『朝鮮全土を歩いた日本人ー農学者・高橋昇の生涯』日本評論社 2007年
- 『内なる祖国―ある朝鮮人学徒兵の死』原書房 2005年
- 『明治四十三年の転轍』文元社　教養ワイドコレクション 2004年
- 『満州建国大学物語―時代を引き受けようとした若者』原書房 2002年
- 『第一次大戦と水野広徳』三一書房　1996年
- 『明治四十三年の転轍―大逆と殉死のあいだ』社会思想社 1993年

### 共著
- 『『評伝尹奉吉(ユンボンギル)―その思想と足跡』金 学俊・朴 淳仁らとの共著 菜流社 2010年
- 『日本人の攻撃性』共著、三一書房 1984年
- 『ベル・エポック大正の日本人』ぺりかん社 1981年